# Étoile de Kapteyn
Désignations
L'étoile de Kapteyn (appelée également GJ 191, HD 33793 ou CD -45 1841) est une étoile sous-naine de type M1 découverte par Jacobus Kapteyn en 1897. Elle est située à 12,78 années-lumière de la Terre et est particulière sur plusieurs points : elle a une vitesse radiale élevée, parcourt la Voie lactée dans le sens rétrograde et est l'étoile du halo galactique la plus proche du Soleil.
Quand elle fut découverte, elle possédait le mouvement propre le plus élevé de toutes les étoiles connues, détrônant Groombridge 1830. Elle rétrograda ensuite à la deuxième place après la découverte de l'étoile de Barnard.
En réalité, c'est le Soleil qui suit le mouvement de rotation de la Galaxie en tournant autour du centre de la Voie lactée ; les étoiles du halo telles que l'étoile de Kapteyn ne suivent pas la rotation galactique et donc sont « immobiles » et semblent se déplacer dans la « direction rétrograde » à grande vitesse.

## Système planétaire

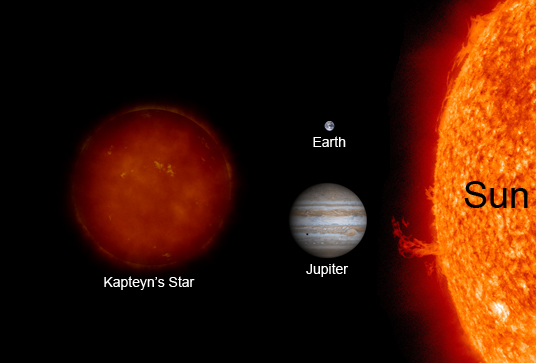
Visualisation de la taille de l'étoile Kaptein en comparaison du Soleil, de Jupiter et de la Terre

| Planète | Masse    | Demi-grand axe (ua) | Période orbitale (jours) | Excentricité | Inclinaison | Rayon |
| ------- | -------- | ------------------- | ------------------------ | ------------ | ----------- | ----- |
| b       | > 4,5 M🜨 | 0,168 ± 0,005       | 48,616 ± 0,036           | < 0,4        |             |       |
| c       | > 7,0 M🜨 | 0,311 ± 0,02        | 121,53 ± 0,25            | < 0,4        |             |       |

## Voir également